# Rhus pulvinata
Rhus pulvinata är en sumakväxtart som beskrevs av Edward Lee Greene. Rhus pulvinata ingår i släktet sumaker, och familjen sumakväxter. Inga underarter finns listade i Catalogue of Life.